# ات-باشی (رود)
ات-باشی (به لاتین: At-Bashy) یک رود در قرقیزستان است که در استان نارین واقع شده‌است.